# 피타고라스 음률
피타고라스 음률은 음정의 주파수가 3:2 비율에 기반해 있는 음률이다. 피타고라스가 발견했다고 여겨지며, 가장 오래된 반음계의 조율법이다.

## 조율
피타고라스 음률은 옥타브 다음으로 단순한 완전5도 음정의 비율인 3:2를 계속 쌓아 올림(그리고 2번에 한 번 한 옥타브 내림)으로서 이루어진다.
예를 들어 200 헤르츠로 조율된 라(D) 음의 완전 오도 위에 있는 가(A) 음의 주파수는 라의 3/2인 300 헤르츠이다. 가 음의 완전 오도 위에 있는 마 음의 주파수는 450 헤르츠이고, 조율할 때에는 기준음과 같은 옥타브에 있어야 하기 때문에, 이를 한 옥타브 내리면 225 헤르츠가 된다. 이 과정을 라 음이 다시 나올 때까지 반복하면 된다.
하지만 3:2 비율을 아무리 쌓아올려도 옥타브에 맞지 않기 때문에, 오도권을 한 바퀴 돌고 난 라 음은 원래 라 음보다 1/8음가량 높게 된다. 아래 표는 그 차이를 보여주는데, 라 음을 기준으로 오도씩 위로, 그리고 오도씩 아래로 조율한 음의 비례값을 나타낸 것이다.
| 음 | 비율      | 센트    | 센트 (평균율) | 음정    |
| -- | --------- | ------- | ------------- | ------- |
| E♭ | 256:243   | 90.22   | 100           | 단2도   |
| B♭ | 128:81    | 792.18  | 800           | 단6도   |
| F  | 32:27     | 294.13  | 300           | 단3도   |
| C  | 16:9      | 996.09  | 1000          | 단7도   |
| G  | 4:3       | 498.04  | 500           | 완전4도 |
| D  | 1:1       | 0       | 0             | 완전1도 |
| A  | 3:2       | 701.96  | 700           | 완전5도 |
| E  | 9:8       | 203.91  | 200           | 장2도   |
| B  | 27:16     | 905.87  | 900           | 장6도   |
| F♯ | 81:64     | 407.82  | 400           | 장3도   |
| C♯ | 243:128   | 1109.78 | 1100          | 장7도   |
| G♯ | 729:512   | 611.73  | 600           | 증4도   |
| D♯ | 2187:2048 | 113.69  | 100           | 증1도   |

## 같이 보기
- 음정
- 음률
- 티마이오스 (대화편)
- 온음음계